# Villa Malonyay
Le villa Malonyay (en hongrois : Malonyay-villa) est un édifice situé dans le 14e arrondissement de Budapest.